# José Toribio Alcolea
José Vicente Toribio Alcolea (Socuéllamos, provincia de Ciudad Real, 22 de diciembre de 1985) es un ciclista profesional español. Es profesional desde 2010, cuando debutó en el equipo Andalucía-Cajasur.
En abril de 2013 fichó por el modesto equipo japonés Team Ukyo equipo creado por el expiloto de Fórmula 1 Ukyō Katayama.

## Palmarés
2011
- 1 etapa de la Vuelta a Portugal

2013
- Tour del Este de Java, más 1 etapa

2017
- Tour de Kumano

2021
- 1 etapa del Tour de Japón

## Resultados en Grandes Vueltas
| Carrera | Carrera         | 2010  | 2011  | 2012  | 2013 | 2014 | 2015 | 2016 | 2017 | 2018 | 2019 | 2020 | 2021 | 2022 | 2023 | 2024 |
| ------- | --------------- | ----- | ----- | ----- | ---- | ---- | ---- | ---- | ---- | ---- | ---- | ---- | ---- | ---- | ---- | ---- |
|         | Giro de Italia  | —     | —     | —     | —    | —    | —    | —    | —    | —    | —    | —    | —    | —    | —    | —    |
|         | Tour de Francia | —     | —     | —     | —    | —    | —    | —    | —    | —    | —    | —    | —    | —    | —    | —    |
|         | Vuelta a España | 129.º | 134.º | 133.º | —    | —    | —    | —    | —    | —    | —    | —    | —    | —    | —    | —    |

—: no participa

Ab.: abandono

## Equipos
- Andalucía (2010-2012)
  - Andalucía-CajaSur (2010)
  - Andalucía Caja Granada (2011)
  - Andalucía (2012)
- Team Ukyo (2013-2014)[2]
- Matrix-Powertag (2015-2025)